# Berenbach

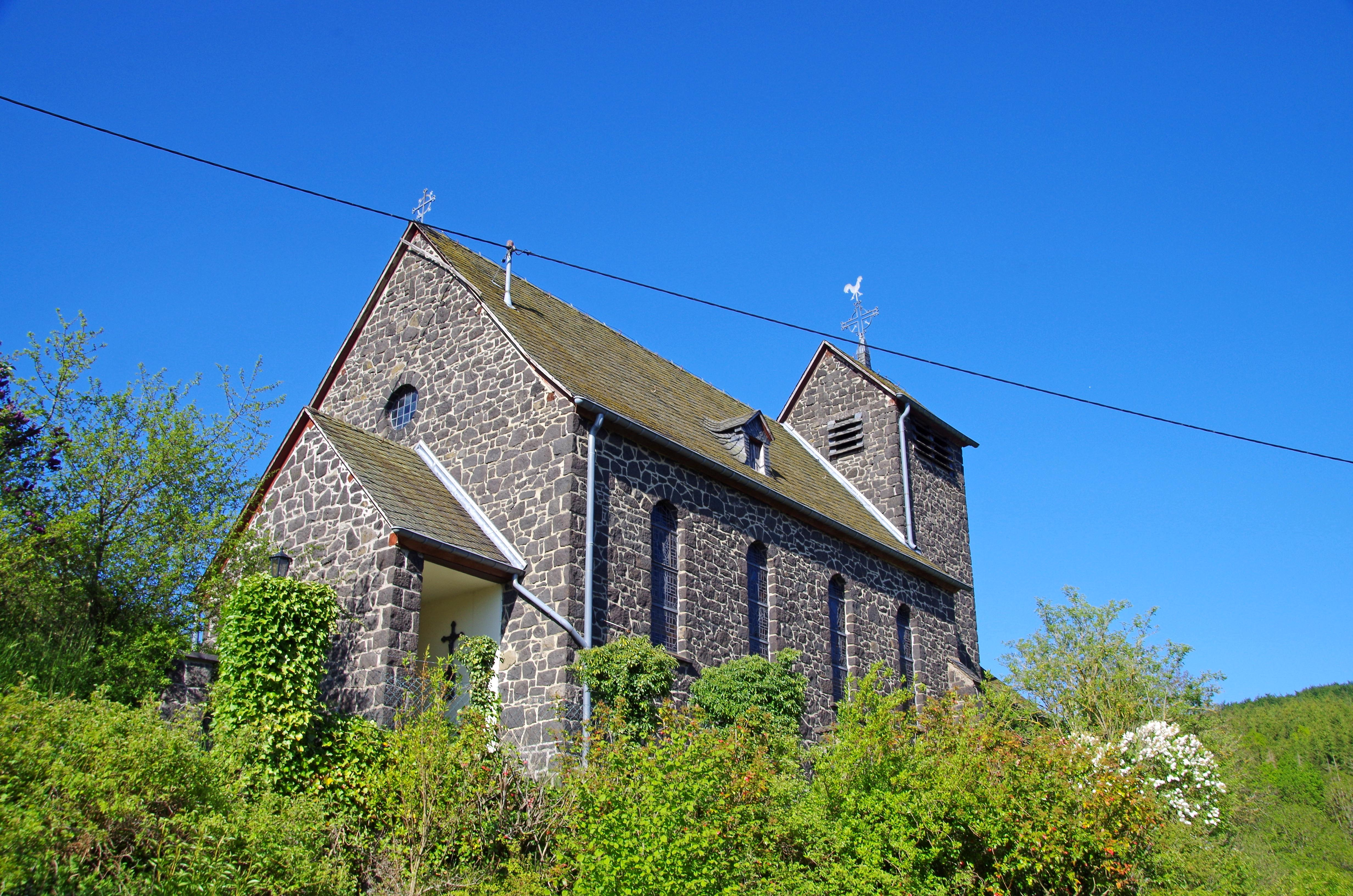
St. Brigitta, Südwestansicht

Berenbach ist eine Ortsgemeinde im Landkreis Vulkaneifel in Rheinland-Pfalz. Sie gehört der Verbandsgemeinde Kelberg an.

## Geographie
Der Ort liegt im Naturpark Vulkaneifel, in direkter Nachbarschaft zur Stadt Ulmen.
Zu Berenbach gehören auch die Wohnplätze Furthermühle und Haus Geisbüsch.

## Geschichte
Bis zum Ende des 18. Jahrhunderts gehörte Berenbach zum Amt Nürburg im Kurfürstentum Köln und war dem Schultheißenamt Uersfeld unterstellt.
Im Jahr 1794 hatten französische Revolutionstruppen das Linke Rheinufer besetzt. Unter der französischen Administration gehörte Berenbach von 1798 bis 1814 zum Kanton Ulmen im Rhein-Mosel-Departement. Aufgrund der 1815 auf dem Wiener Kongress getroffenen Vereinbarungen kam die Region zum Königreich Preußen. Unter preußischer  Verwaltung war die Gemeinde Berenbach dem Kreis Adenau im Regierungsbezirk Koblenz zugeordnet und wurde von der Bürgermeisterei Kelberg verwaltet. Diese ging 1927 im Amt Kelberg und 1968 in der Verbandsgemeinde Kelberg auf.
Nach dem Ersten Weltkrieg gehörte das Gebiet zum französischen Teil der Alliierten Rheinlandbesetzung. Bei der Auflösung des Kreises Adenau im Jahr 1932 kam Berenbach zum Kreis Mayen. Nach dem Zweiten Weltkrieg wurde Berenbach innerhalb der französischen Besatzungszone Teil des damals neu gebildeten Landes Rheinland-Pfalz.
Im Zuge der kommunalen Neuordnung von Rheinland-Pfalz kam die Gemeinde am 7. November 1970 vom gleichzeitig aufgelösten Landkreis Mayen zum Landkreis Daun (heute Landkreis Vulkaneifel).
Bevölkerungsentwicklung
Die Entwicklung der Einwohnerzahl, die Werte von 1871 bis 1987 beruhen auf Volkszählungen:
| Jahr | Einwohner |
| ---- | --------- |
| 1815 | 95        |
| 1835 | 110       |
| 1871 | 143       |
| 1905 | 148       |
| 1939 | 172       |
| 1950 | 195       |
| 1961 | 165       |

| Jahr | Einwohner |
| ---- | --------- |
| 1970 | 195       |
| 1987 | 166       |
| 1997 | 182       |
| 2005 | 177       |
| 2011 | 174       |
| 2017 | 172       |
| 2023 | 175       |

## Politik

### Gemeinderat
Der Gemeinderat in Berenbach besteht aus sechs Ratsmitgliedern, die bei der Kommunalwahl am 9. Juni 2024 in einer Mehrheitswahl gewählt wurden, und dem ehrenamtlichen Ortsbürgermeister als Vorsitzendem.

### Bürgermeister
Jörg Kettel wurde am 4. Juli 2024 Ortsbürgermeister von Berenbach. Da für die Direktwahl am 9. Juni 2024 kein Wahlvorschlag eingereicht wurde, erfolgte die Neuwahl gemäß rheinland-pfälzischer Gemeindeordnung durch den Rat, der sich auf seiner konstituierenden Sitzung für Jörg Kettel entschied.
Kettels Vorgängerin Birgit Wirtz hatte das Ehrenamt am 16. Juni 2014 übernommen und war 2024 nicht erneut angetreten. Vor ihr hatte Thomas Brost das Amt 18 Jahre ausgeübt.

### Wappen
| Wappen von Berenbach | Blasonierung: „In silbernem Schild ein blauer Wellenbalken, oben ein schwarzes Balkenkreuz, unten ein aufsteigender roter Krummstab.“ |
| Wappen von Berenbach | |

## Kultur und Sehenswürdigkeiten
Die denkmalgeschützte katholische Kirche St. Brigitta ist ein 1933/1940 erbauter Saalbau.

## Verkehr
Berenbach liegt an der Eifelquerbahn, (Andernach-Mayen-Ulmen-Gerolstein), auf dem Abschnitt Kaisersesch-Gerolstein findet derzeit jedoch kein SPNV statt, zuletzt fand Nur touristischer Verkehr durch die Vulkaneifelbahn Betriebsgesellschaft (VEB) statt.